# Três Pontas
Três Pontas is een gemeente in de Braziliaanse deelstaat Minas Gerais. De gemeente telt 54.149 inwoners (schatting 2009).